# Areszt Centralny w getcie warszawskim

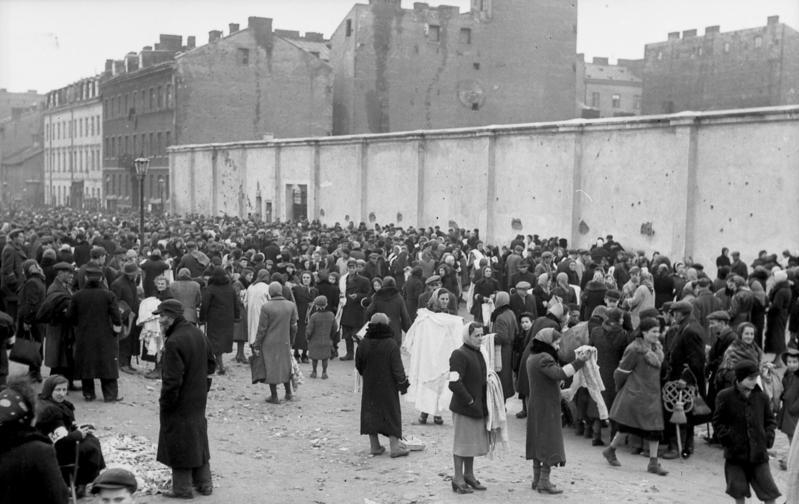
Getto warszawskie, targ na skrzyżowaniu ulic Ksawerego Lubeckiego i Gęsiej. Po prawej widoczny mur Aresztu Centralnego. Zdjęcie wykonane w czerwcu 1941 roku

Areszt Centralny w getcie warszawskim, właśc. Areszt Centralny dla Dzielnicy Żydowskiej (niem. Zentralarrest für den jüdischen Wohnbezirk) – areszt funkcjonujący w czasie II wojny światowej, w latach 1941–1942, w getcie warszawskim.
Areszt zorganizowano na terenie przedwojennego więzienia wojskowego przy ul. Gęsiej (tzw. Gęsiówki). Podlegał pod względem formalnym i faktycznym Policji Polskiej Generalnego Gubernatorstwa („policji granatowej”), natomiast jego załogę tworzyli funkcjonariusze Żydowskiej Służby Porządkowej (ŻSP). Więziono w nim Żydów oskarżonych o wykroczenia przeciw okupacyjnemu porządkowi. Wiosną 1942 roku trafiło tam również około 190 Romów i Sinti. Liczba więźniów stale rosła, by w lipcu 1942 roku sięgnąć około 1,8 tys.
W Areszcie Centralnym panowały bardzo złe warunki bytowe i sanitarne, co przekładało się na wysoką śmiertelność wśród więźniów. W listopadzie i grudniu 1941 roku na jego terenie odbyły się dwie egzekucje Żydów, których schwytano, gdy bez zezwolenia przebywali po „aryjskiej stronie”. Wielu więźniów rozstrzelano także w innych miejscach straceń. Podczas wielkiej akcji deportacyjnej latem 1942 roku więźniowie Aresztu Centralnego zostali jako jedni z pierwszych wywiezieni do obozu zagłady w Treblince.

## Utworzenie Aresztu Centralnego
Na przełomie 1940 i 1941 roku niemiecki Sąd Specjalny w Warszawie (niem. Sondergericht Warschau) znacznie zaostrzył kary wymierzane Żydom oskarżonym o różne wykroczenia przeciw okupacyjnemu porządkowi. Coraz częściej skazanym wymierzano wyroki bezwzględnego pozbawienia wolności, a oskarżeni zasadniczo stracili możliwość odpowiadania z wolnej stopy. W konsekwencji znacznie wzrosła liczba Żydów przetrzymywanych w warszawskich więzieniach i aresztach: Pawiaku, areszcie śledczym przy ul. Daniłowiczowskiej i więzieniu mokotowskim.
Żydowscy więźniowie znajdowali się w bardzo ciężkim położeniu. Wobec obowiązującego zakazu dostarczania im pomocy z zewnątrz nie mogli bowiem liczyć na wsparcie rodzin lub żydowskich organizacji pomocowych, lecz co najwyżej na ograniczoną pomoc ze strony Patronatu Opieki nad Więźniami. Wielu umierało na skutek głodu, chorób i brutalności strażników. Niemcy twierdzili, że ten stan rzeczy przekłada się na zwiększone zagrożenie epidemiologiczne dla więźniów nieżydowskich. Odnotowano jednocześnie przypadki ucieczek chorych Żydów, których czasowo przeniesiono z więzień po „aryjskiej stronie” do szpitali w getcie warszawskim. Były to główne przyczyny, dla których podjęto decyzję o utworzeniu dla żydowskich więźniów miejsca odosobnienia na terenie getta. Jan Grabowski sugeruje, że stało za nią także niemieckie dążenie do „aryzacji” więzień w dystrykcie warszawskim.
Pierwsze znane historykom wzmianki na temat Aresztu Centralnego pojawiają się w dzienniku Adama Czerniakowa, przewodniczącego Judenratu. Pod datą 6 czerwca 1941 roku odnotował rozmowę z mjr. Franciszkiem Przymusińskim z Policji Polskiej Generalnego Gubernatorstwa, w której ten ostatni wskazując, że wielu „granatowych policjantów” zachorowało na tyfus, podniósł konieczność zorganizowania w getcie „aresztu żydowskiego”. Trzy dni później Czerniaków zapisał: „Uruchomiono areszt żydowski. Kierownikiem jest Lewkowicz”. Informację o utworzeniu aresztu w getcie warszawskim podano do publicznej wiadomości w połowie lipca 1941 roku na łamach wydawanej w Krakowie i koncesjonowanej przez okupanta „Gazety Żydowskiej”.
Początkowo niemieckie władze okupacyjne nie były zdecydowane, czy miejsce, w którym będą osadzani żydowscy więźniowie, powinno mieć status aresztu czy więzienia. Ostatecznie nadano mu nazwę Areszt Centralny dla Dzielnicy Żydowskiej (niem. Zentralarrest für den jüdischen Wohnbezirk). Wkrótce przeniesiono do niego Żydów przetrzymywanych dotąd w innych warszawskich więzieniach i aresztach. Niemniej nadal zdarzały się przypadki, gdy Żydzi schwytani „po aryjskiej stronie” byli więzieni poza gettem.

## Lokalizacja

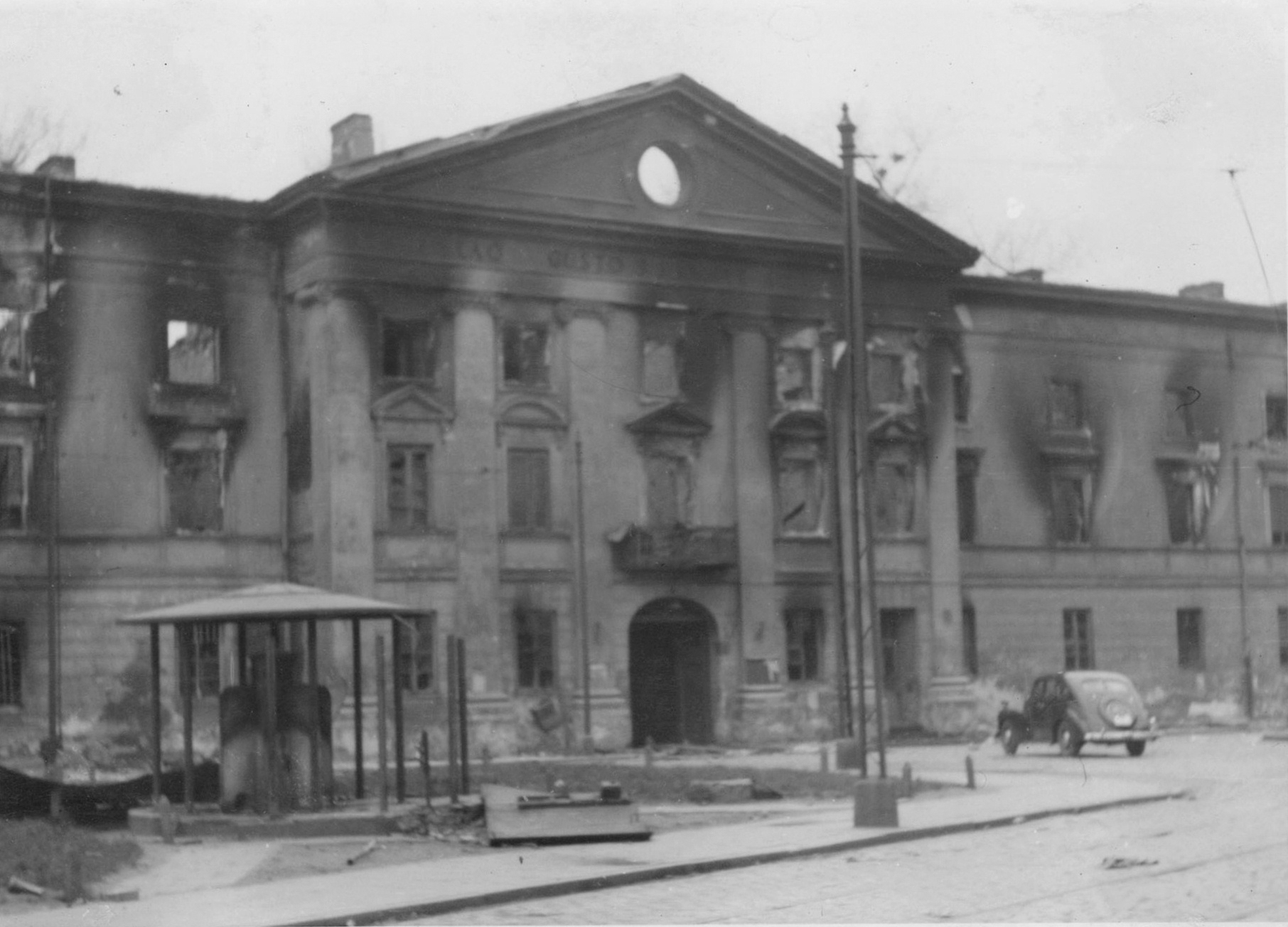
Frontowy gmach Koszar Wołyńskich, spalony w czasie powstania w getcie warszawskim

Areszt Centralny został początkowo ulokowany w budynku przy ul. Gęsiej 22. Z informacji zawartych w dzienniku Czerniakowa wynika, że jego pojemność pierwotnie przewidywano na około 100–150 osób. Szybko okazało się, że budynek ten nie jest w stanie pomieścić rosnącej liczby więźniów. W konsekwencji na potrzeby aresztu przeznaczono dziesięć dużych cel w sąsiednim budynku przy ul. Gęsiej 24, wchodzącym w skład zespołu Koszar Wołyńskich. Przed wojną w zespole dawnych koszar mieściło się Wojskowe Więzienie Śledcze nr I, zwyczajowo nazywane „Gęsiówką”. Jego frontowy gmach przy ul. Zamenhofa 19 był przy tym wykorzystywany na potrzeby Aresztu Centralnego tylko w ograniczonym stopniu (mieściły się tam: Biuro Przyjmowania Przesyłek Pocztowych, siedziba V rejonu Żydowskiej Służby Porządkowej, a także mieszkania prywatne). Cele dla aresztantów urządzono w bocznej części kompleksu.
Pomimo przeniesienia znacznej liczby aresztantów do „Gęsiówki” budynek przy ul. Gęsiej 22 był nadal wykorzystywany jako miejsce odosobnienia. Nazywano go odtąd „małym aresztem”.

## Podległość organizacyjna i załoga
Areszt Centralny podlegał pod względem formalnym i faktycznym Policji Polskiej Generalnego Gubernatorstwa. Zarówno jej funkcjonariusze, jak i przedstawiciele władz niemieckich, wielokrotnie przeprowadzali w nim inspekcje.
Straż w areszcie pełnili funkcjonariusze Żydowskiej Służby Porządkowej. Załoga Aresztu Centralnego stanowiła przy tym wydzieloną jednostkę w ramach ŻSP, która podlegała bezpośrednio komendantowi Józefowi Szeryńskiemu. Stanowisko kierownika aresztu piastował Leopold Lindenfeld (przedwojenny sędzia). Jego zastępcą ds. gospodarczych był początkowo urzędnik Judenratu o nazwisku Lewkowicz. Po kilku tygodniach Lewkowicza zastąpił Ignacy Blaupapier (członek komendy ŻSP), którego z kolei po kilku miesiącach zastąpił podobwodowy ŻSP Izaak Rudniański. Kancelarią kierował Fryderyk Rose (przed wojną kapitan Wojska Polskiego). Niżej w hierarchii stali grupowi – komendant straży męskiej i kierowniczka oddziału kobiecego, za nimi plasowali się oddziałowi i porządkowi. W areszcie zatrudniano ponadto personel pomocniczy (medyczny, kuchenny). Członkowie załogi aresztu nosili specjalne numerki z literą „A” i cyfrą w środku.
W sierpniu 1941 roku do załogi Aresztu Centralnego dołączyły kobiety-strażniczki. Pod względem formalnym nie były one funkcjonariuszkami ŻSP, niemniej podlegały przepisom mundurowym, organizacyjnym i dyscyplinarnym tej formacji. Stanowisko kierowniczki oddziału kobiecego piastowała Sylwia Hurwicz (adwokat, mieszkająca przed wojną w Łodzi).
O ile Leopold Lindenfeld cieszył się w getcie bardzo dobrą opinią, o tyle wśród podległego mu personelu szerzyła się korupcja. Więźniowie dysponujący odpowiednio dużymi zasobami finansowymi mogli liczyć na pośrednictwo strażników w otrzymywaniu paczek od rodzin, umieszczenie w wygodniejszych i mniej zatłoczonych celach, czasowe przepustki, a nawet przedterminowe zwolnienie. Za szczególnie skorumpowanego był uważany zastępca kierownika Ignacy Blaupapier. Zyskami z łapówek miał się przy tym dzielić z Niemcami.

## Warunki panujące w areszcie
Do Aresztu Centralnego trafiały przede wszystkim osoby oskarżone o szmugiel lub nielegalne przebywanie po „aryjskiej stronie”. Osadzenie w areszcie groziło także za inne przewinienia, na przykład jazdę tramwajem bez biletu lub nieprzestrzeganie zarządzeń obrony przeciwlotniczej. Pod koniec maja 1942 roku blisko 1/3 osadzonych stanowili nieletni poniżej 15. roku życia.
W areszcie niemal od samego początku panowały bardzo trudne warunki bytowe, według Jana Grabowskiego gorsze nawet niż w więzieniach po „aryjskiej stronie”. Oba budynki były w stanie pomieścić około 350 osób, jednakże 10 marca 1942 roku liczba więźniów sięgnęła 1283. Według stanu na 9 kwietnia tego roku w Areszcie Centralnym przebywało już 1436 osób, w tym 751 mężczyzn i 685 kobiet. W maju liczba więźniów wzrosła do 1600, a w lipcu – do około 1800.
Znośne warunki panowały w „małym areszcie” oraz w celach południowych „Gęsiówki”. Osadzano tam bowiem więźniów-prominentów: zamożnych szmuglerów, handlarzy walutą, gettowych przedsiębiorców, przedstawicieli inteligencji. W tego typu celach przebywało zwykle około 15–20, a czasami nawet poniżej 10 więźniów. Z kolei w celach północnych, tzw. proletariackich, musiało się pomieścić do 90–120 osób (przed wojną nie więcej jak 10–20). W tych warunkach więźniowie mogli utrzymywać tylko pozycję stojącą. Wentylacja była bardzo zła; zdarzały się przypadki omdleń z powodu braku powietrza. Tragiczne warunki panowały zwłaszcza w tzw. celi śmierci, gdzie umieszczano ciężko chorych i umierających więźniów.
Oficjalna racja chleba wynosiła zaledwie 130 gramów dziennie (w więzieniach po „stronie aryjskiej” – 400 gramów). Więźniowie i więźniarki otrzymywali ponadto zupę (dwie porcje dziennie) oraz kawę zbożową. Kąpiele i dezynfekcja były możliwe co najwyżej w nieregularnych odstępach czasu. Ciasnota i złe warunki sanitarne sprzyjały rozwojowi chorób zakaźnych, w szczególności tyfusu i gruźlicy. Częste były przypadki bicia więźniów przez strażników.
W konsekwencji w Areszcie Centralnym panowała bardzo wysoka śmiertelność. Jeden z anonimowych pamiętnikarzy odnotował, że w Areszcie Centralnym „mimo wysiłków Patronatu, ludzie marli jak muchy”. Z kolei 22 marca 1942 roku Adam Czerniaków odnotował w swym dzienniku, że przy Gęsiej umiera dziennie dwóch więźniów. Tak duża liczba zgonów spowodowała wkrótce poważne problemy sanitarne i organizacyjne, gdyż zwłok nie można było usunąć z aresztu do momentu urzędowego stwierdzenia zgonu i zatwierdzenia stosownego protokołu przez niemiecki Sąd Specjalny. Dopiero po pewnym czasie władze niemieckie zezwoliły, by informacje o zgonach były przekazywane drogą telefoniczną. W ten sam sposób prokurator Sondergerichtu udzielał zgody na pochówek zmarłych więźniów.
W Areszcie Centralnym nie byli osadzani wyłącznie więźniowie narodowości żydowskiej. W kwietniu i czerwcu 1942 roku trafiło tam około 190 Romów i Sinti, których zatrzymano poza Warszawą, przesiedlono do getta, a następnie pod zarzutem „włóczęgostwa” osadzono w areszcie przy ul. Gęsiej. Znaleźli się oni w szczególnie trudnej sytuacji, gdyż będąc w mieście osobami obcymi, nie otrzymywali paczek od rodzin, ani też nie mogli liczyć na protekcję strażników. Ostatecznie 16 czerwca 1942 roku władze niemieckie zezwoliły na zwolnienie Romów i Sinti z aresztu (zostali oni przeniesieni do jednego ze schronisk dla uchodźców, tzw. punktów, utrzymywanych przez Judenrat). W dzienniku Czerniakowa pojawia się ponadto wzmianka, że do Aresztu Centralnego trafiali niekiedy „polscy żebracy”, aczkolwiek milczą o tym inne źródła.
Adam Czerniaków podejmował próby poprawy sytuacji w Areszcie Centralnym. Kilkukrotnie na skutek jego zabiegów zwolniono większe grupy więźniów, m.in. 151 osób w marcu 1942 roku, a miesiąc później kolejne 260 osób. Judenrat uzyskał zgodę władz niemieckich na obchodzenie w areszcie świąt żydowskich; podjęto również działania w celu uruchomienia szkoleń zawodowych dla więźniów. Wiosną 1942 roku, podczas święta Pesach, kierownictwo urządziło dla osadzonych wieczerze sederowe. Czerniaków zabiegał w szczególności o polepszenie sytuacji nieletnich więźniów. W lipcu 1942 roku, po długich staraniach, zdołał uzyskać zgodę Niemców na zorganizowanie w getcie zakładu, który łączyłby funkcje schroniska i domu poprawczego. Docelowo mieli być doń kierowani nieletni Żydzi, których ujęto po „aryjskiej stronie”. Planów tych nie udało się jednak zrealizować, gdyż jeszcze w tym samym miesiącu w getcie rozpoczęła się wielka akcja deportacyjna.
W okresie funkcjonowania Aresztu Centralnego miały miejsce co najmniej trzy przypadki ucieczek.

## Egzekucje i deportacje

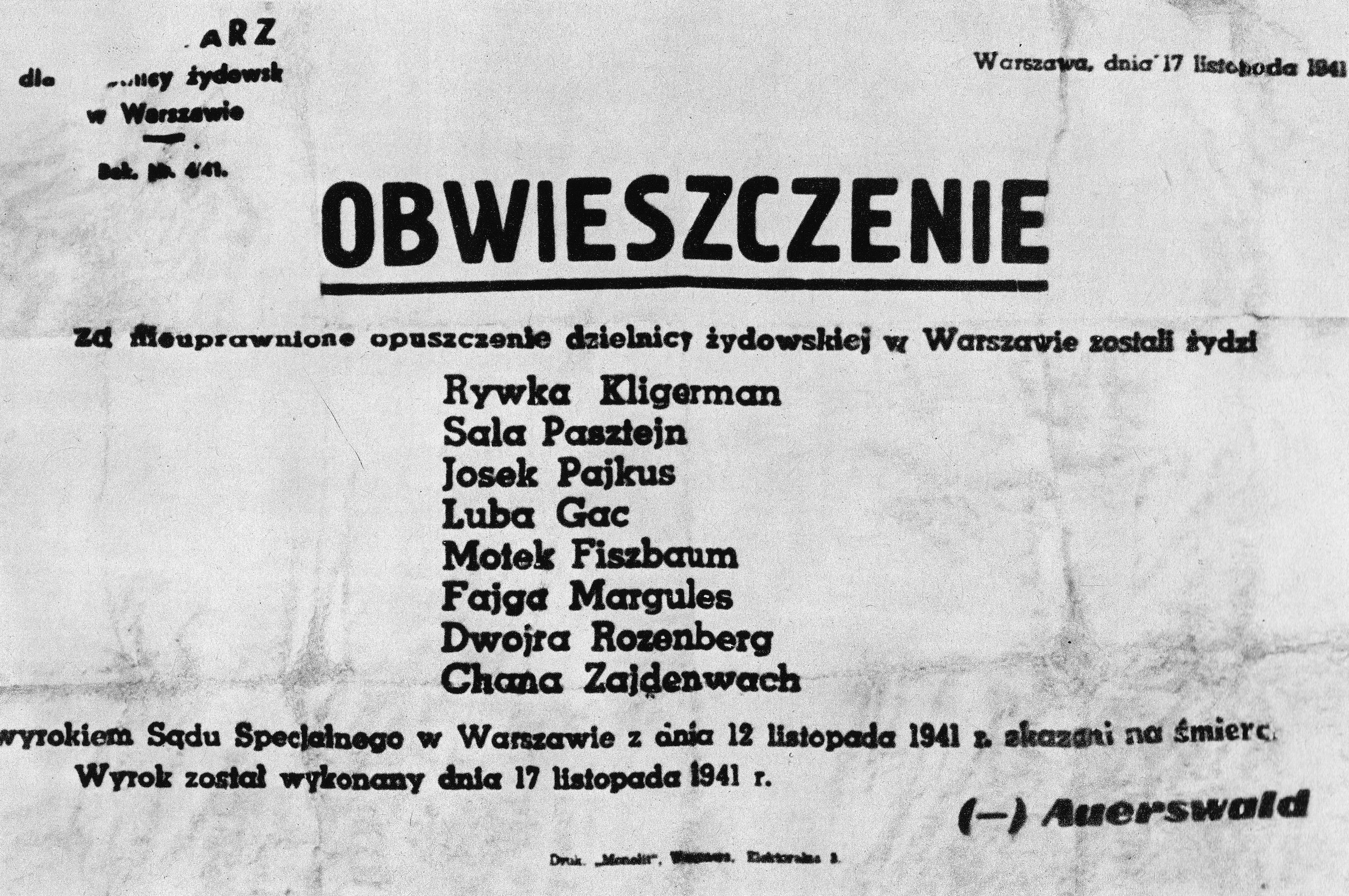
Obwieszczenie komisarza getta Heinza Auerswalda z 17 listopada 1941 roku, informujące o straceniu ośmiu Żydów za „nieuprawnione opuszczenie dzielnicy żydowskiej”

Pod koniec 1941 roku zaostrzeniu uległy rygory izolacyjne nałożone przez niemieckiego okupanta na ludność żydowską. 6 listopada 1941 roku komisarz do spraw dzielnicy żydowskiej Heinz Auerswald wydał odezwę, w której zapowiedział karanie śmiercią osób, które nielegalnie przekraczają granicę getta warszawskiego. Cztery dni później gubernator dystryktu warszawskiego Ludwig Fischer podpisał zarządzenie, które przewidywało, że zarówno Żydzi, którzy bez zezwolenia opuszczają getta, jak i osoby, które udzielają im schronienia lub pomocy, będą karane śmiercią.
Pierwsze egzekucje, będące konsekwencją tych zarządzeń, zostały przeprowadzone na terenie Aresztu Centralnego. 17 listopada 1941 roku – mimo zabiegów podjętych przez Judenrat oraz próśb o ułaskawienie wystosowanych przez rodziny skazańców – na więziennym placu rozstrzelano ośmiu Żydów, w tym sześć kobiet. Pluton egzekucyjny był złożony z „granatowych policjantów”, a przy egzekucji asystowali niemiecki prokurator Sondergerichtu oraz komendant ŻSP Józef Szeryński. Zapewniono także obecność rabina i katolickiego księdza.
Kolejna egzekucja na terenie Aresztu Centralnego odbyła się 15 grudnia 1941 roku. „Granatowi policjanci” rozstrzelali wtedy 15 Żydów. Obie egzekucje wywarły przygnębiające wrażenie na więźniach i ludności getta, a także odbiły się szerokim echem po „stronie aryjskiej”. Mimo że funkcjonariusze ŻSP pełnili w ich trakcie jedynie funkcje pomocnicze, spadło na nich powszechne potępienie.
Władysław Bartoszewski podaje, że podobne egzekucje powtarzały się w pierwszych miesiącach 1942 roku. Liczba Żydów skazanych na śmierć przez Sondergericht wkrótce stała się jednak tak duża, że w maju tegoż roku Niemcy podjęli decyzję o wykonywaniu wyroków na terenie karnego obozu pracy w Treblince. Niemniej zdarzało się, że zabierali z aresztu wybranych więźniów, których następnie rozstrzeliwali na ulicach getta. Największa egzekucja miała miejsce 1 lub 2 lipca 1942 roku, kiedy to z Aresztu Centralnego wywieziono, a następnie rozstrzelano w podwarszawskich Babicach 110 więźniów, w tym 10 kobiet i 10 funkcjonariuszy ŻSP.
19 lutego 1942 roku z aresztu odszedł pierwszy transport do karnego obozu pracy w Treblince. Liczył on 50 osób; w kolejnych miesiącach zostały one prawdopodobnie zatrudnione przez Niemców do pracy przy budowie obozu zagłady Treblinka II.
22 lipca 1942 roku w warszawskim getcie rozpoczęła się wielka akcja deportacyjna. Więźniowie Aresztu Centralnego zostali jako jedni z pierwszych – obok mieszkańców punktów dla uchodźców oraz ulicznych żebraków – przeznaczeni do wywózki do obozu zagłady w Treblince. Kilkuset deportowano już w pierwszym transporcie, który odszedł z Umschlagplatzu do Treblinki 22 lipca 1942 roku. Więźniów wyprowadzono z aresztu i odeskortowano na Umschlagplatz na oczach zebranych na ulicy Gęsiej krewnych. Areszt Centralny miał potem służyć jako jeden z punktów zbornych, w których gromadzono Żydów przed wywózką do Treblinki.
Według Władysława Bartoszewskiego żydowskich więźniów przetrzymywano w „Gęsiówce” do lata 1942 roku. Portal Wirtualny Sztetl informuje z kolei, że oficjalna likwidacja Aresztu Centralnego nastąpiła 19 kwietnia 1943 roku, tj. w dniu wybuchu powstania w getcie warszawskim. Jednak już wcześniej, jesienią 1942 roku, na terenie „Gęsiówki” Niemcy zorganizowali wychowawczy obóz pracy policji bezpieczeństwa (niem. Arbeitserziehungslager der Sicherheitspolizei Warschau, AEL). Jego więźniami byli przede wszystkim Polacy, których oskarżono o drobne wykroczenia przeciw porządkowi okupacyjnemu. W lipcu 1943 roku kompleks budynków „Gęsiówki” został przejęty przez nowo utworzony obóz koncentracyjny KL Warschau.